# Велден
Велден (њем. Welden) град је у њемачкој савезној држави Баварска. Једно је од 46 општинских средишта округа Аугсбург. Према процјени из 2010. у граду је живјело 3.626 становника. Посједује регионалну шифру (AGS) 9772216.

## Географски и демографски подаци
Велден се налази у савезној држави Баварска у округу Аугсбург. Град се налази на надморској висини од 466 метара. Површина општине износи 18,0 km². У самом граду је, према процјени из 2010. године, живјело 3.626 становника. Просјечна густина становништва износи 202 становника/km².